# Жорж Франжю
Жорж Франжю (фр. Georges Franju, нар. 12 квітня 1912, Фужер, Бретань — 5 листопада 1987, Париж) — французький режисер-документаліст, один із засновників Французької Сінематеки.
Через те, що його перший короткометражний фільм з'явився через рік після «Ван Гога» (1947) Алена Рене, а перший повнометражний — того ж року, як і «Хіросіма, моя любов» (1959), його іноді відносять до режисерів Нової Хвилі. 

## Життєпис
Народився 12 квітня 1912 року у місті Фужер, в провінції Бретань. Мав брата-близнюка — Жоржа Франжю, жартував, що саме через брата йому видали шкільний диплом. Франжю розповідав про те, що коли йому було п'ятнадцять років, він «лежав під деревами» Венсенського лісу та читав романи про Фантомаса, а також де Сада та Фройда. Після школи декілька місяців працював страховим агентом, а згодом перейшов до підприємства торговця локшиною, де забивав цвяхи в пакувальні ящики.
Служив у Алжирі, після повернення до Франції у 1932 році почав на практиці вивчати театральний декор, готуючи декорації для кабаре Фолі-Бержер та Казіно де Парі. Через брата познайомився з Анрі Ланглуа, разом з яким вони позичили 500 франків у батьків Ланглуа, щоб організувати кіноклуб «Le Cercle du Cinema». Прибутки від проведення кінопоказів дозволили їм купувати фільми на блошиних ринках. Найціннішим виявилося придбання колекції студії «Альбатрос», заснованої російськими емігрантами у 1920-х роках. До неї входили фільми Жака Фейдера, Жана Епштейна, Жюльєна Дювів'є та Рене Клера. У 1934 році вони разом створили короткометражний фільм «Підземка» (фр. Le Métro), а у 1936 році започаткували журнал «CINEMAtographe», в двох випусках якого були надруковані статті Жака Превера, Клода Отен-Лора, Жака Б. Брюніуса та Альберто Кавальканті. Того ж року Франжю та Лангуа заснували Французьку Сінематеку, але вже у 1938 році Франжю відійшов від управління, обійнявши посаду почесного художнього директора у 1980-х роках. Окрім колекції студії «Альбатрос» до фонду Сінематеки також увійшло зібрання Жоржа Мельєса.
У 1938 році Франжю отримав посаду секретаря Міжнародної федерації кіноархівів (фр. Fédération Internationale des Archives du Film), а після завершення війни у 1945 році став генеральним секретарем Інституту наукової кінематографії (фр. L'Institut de cinématographie scientifique), яким залишався до 1954 року. У 1958 році створив свій перший художній повнометражний фільм «Головою об стіну», світова прем'єра якого відбулася 20 березня 1959 року.

## Фільмографія
| - 1935 Підземка / Le Metro - 1948 Кров тварин / Le sang des bêtes - 1950 Через Лотарингію / En passant par la Lorraine - 1951 Будинок Інвалідів / Hôtel des Invalides - 1952 Великий Мельєс / Le Grand Méliès - 1952 Мосьє і мадам Кюрі / Monsieur et Madame Curie - 1954 Пил / Les Poussières - 1955 Стосовно річки / A propos d'une rivière - 1955 Мій пес / Mon chien - 1956 Національний народний театр / Le Théâtre national populaire - 1956 На мосту в Авіньйоні / Sur le pont d'Avignon - 1957 Нотр-Дам / Notre-dame, cathédrale de Paris | - 1958 Перша ніч / La première nuit - 1958 Головою об стіну / La tête contre les murs - 1959 Очі без обличчя / Les yeux sans visage - 1961 Pleins feux sur l'assassin - 1962 Тереза Дейскеру / Thérèse Desqueyroux - 1963 Жюдекс / Judex - 1965 Фома—самозванець / Thomas l'imposteur - 1965 Білі занавіски / Les rideaux blancs - 1965 Алан Марсель / Marcel Allain - 1970 Провина абата Муре / La Faute de l'abbé Mouret - 1974 Червоні ночі / Nuits rouges - 1977 Остання мелодрама Le dernier mélodrame |